# دهستان گرین
گرین، دهستانی است از توابع بخش زرین دشت شهرستان نهاوند در استان همدان ایران.
در گویش همدانی جی به معنی علفزار سرسبز می باشد و از آنجائیکه دهستان گرین از پوشش گیاهی وسیعی برخوردار است، لذا این دهستان به گرینجی شهرت دارد.

## جمعیت
براساس سرشماری سال ۱۳۸۵ جمعیت آن ۷٬۴۳۸ نفر (۱٬۸۲۹ خانوار) بوده‌است.